# فرانك إيوستاس
فرانك إيوستاس (بالإنجليزية: Frank Eustace)‏ هو لاعب كرة قاعدة أمريكي، ولد في 7 نوفمبر 1873 في نيويورك في الولايات المتحدة، وتوفي في 16 أكتوبر 1932 في بوتسفيل في الولايات المتحدة.

## وصلات خارجية
- فرانك إيوستاس على موقعبيزبول رفرنس.كوم (الدوري الرئيسي) (الإنجليزية)
- فرانك إيوستاس على موقعبيزبول رفرنس.كوم (الدوري الثانوي) (الإنجليزية)